# Neil Smith (Schriftsteller)

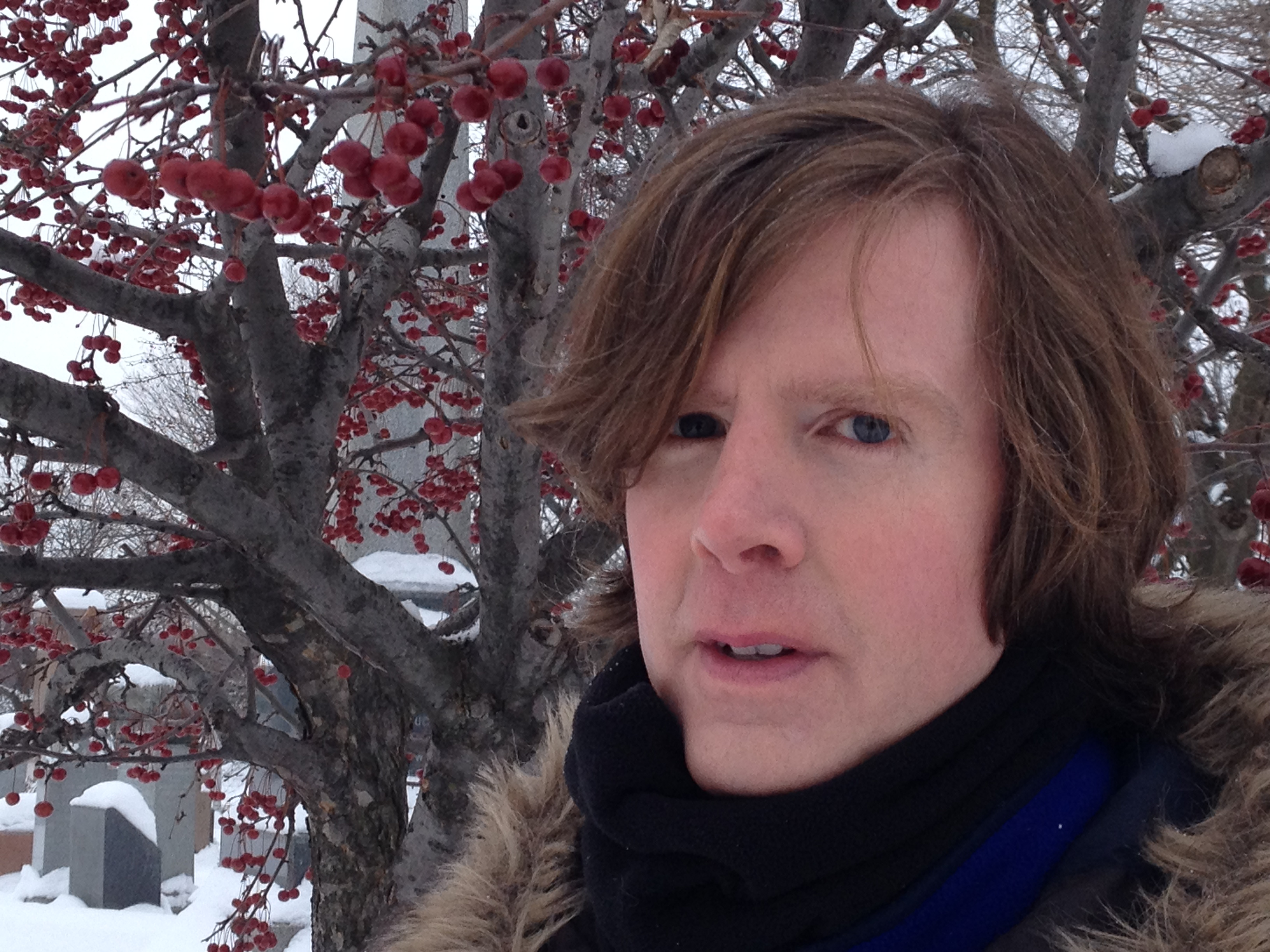
Neil Smith

Neil Smith (* 1964) ist ein kanadischer Schriftsteller und Übersetzer.
Seine erste Sammlung von Kurzgeschichten Bang Crunch erschien in deutscher Sprache im Jahre 2009. Das Buch erhielt 2007 bei den Quebec Writers' Federation Literary Awards den McAslan First Book Prize, eine Übersetzung ins Französische durch Lori Saint-Martin und Paul Gagné 2008 den Übersetzer-Preis der Quebec Writers Foundation (QWF). 2015 erschien sein Roman Boo.
Smith lebt in Montreal, Provinz Québec, mit seinem Partner Christian Dorais.

## Werke
- Bang Crunch. Stories. Knopf, Toronto 2007, ISBN 978-0-676-97836-0
  - Bang Crunch. Stories, übersetzt von Gabriele Haefs. Verlag Schoeffling, Frankfurt am Main 2009, ISBN 978-3-89561-495-8
- Boo, Roman. Random House 2015, ISBN 9780099592389 (UK) / ISBN 9780804171366 (US)
  - Das Leben nach Boo, übersetzt von Brigitte Walitzek. Verlag Schoeffling, Frankfurt am Main 2017, ISBN 978-3-89561-496-5